# Марек Матляк
Марек Матляк (пол. Marek Matlak; нар. 21 березня 1966, Кенти) – польський шахіст, шаховий тренер (Старший тренер ФІДЕ від 2014 року) i суддя міжнародного класу (арбітр ФІДЕ від 2009 року), міжнародний майстер від 1988 року.

## Шахова кар'єра
В шахи почав грати у 12 років. 1986 року в Августові виграв чемпіонат Польщі серед молоді (до 23 років). 1987 року вперше взяв участь у дорослому чемпіонаті Польщі, посівши у Вроцлаві 4-те місце. 1988 року здобув звання міжнародного майстра, після перемоги на міжнародному турнірі в Бельську-Білому. Наступного року виступив у складі збірної Польщі на 12-му командному турнірі "Krajów Północy", в якому набрав на 3-й шахівниці 5 очок у 7 партіях. Вдалим може вважати 1992 рік, у якому здобув дві золоті медалі на чемпіонаті Польщі зі швидких шахів та бліцу. Поділив 1-ше місце у фіналі Чемпіонату Польщі 1994 Гданську і це був його найкращий виступ на внутрішніх змаганнях. У додатковому матчі за золоту медаль, який відбувся в Познані, зазнав поразки від Влодзімєжа Шмідта. 1996 року переміг (разом з Мареком Вокачом) на відкритому турнірі у Чеських Будейовицях.
Представляв Польщу на Шаховій олімпіаді 1994, яка відбулась у Москві, де набрав на 4-й шахівниці 6½ очок у 10 партіях.
Має успіхи також у заочних шахах, 1995 року здобув звання міжнародного майстра ICCF. Виступив у фіналі 11-ї олімпіади (1992–1997), посівши 5-те місце на 2-й шахівниці (завдяки цьому виконав першу норму гросмейстера). Маючи в заочних шахах рейтинг 2637 у липні 2006 року, посідав 2-ге місце серед польських шахістів за листуванням.
Найвищий рейтинг Ело у класичних шахах мав станом на 1 липня 2003 року, досягнувши 2501 пунктів, посідав тоді 14-те місце серед польських шахістів.